# Pustelnik bernardyn
Pustelnik bernardyn (Pagurus bernhardus) – gatunek skorupiaka z rzędu dziesięcionogów miękkoodwłokowych (Anomura), z rodziny pustelnikowatych (Paguridae). Występuje powszechnie na europejskich wybrzeżach Atlantyku od Norwegii po Portugalię. Spotykany w zachodniej części Morza Bałtyckiego. Potocznie nazywany rakiem pustelnikiem.

## Budowa
Ma pięć par odnóży, dwie z nich to odnóża kroczne. Pierwsza para odnóży jest zakończona szczypcami. Pozostałe odnóża szczątkowe, schowane w muszli. Na głowie ma dwie pary czułków, jedną krótszą parę antenuli i drugą znacznie dłuższą parę anten, którymi bada otoczenie. Oczy na słupkach.
Miękki odwłok kryje w muszli ślimaka. Najczęściej używa muszli trąbika zwyczajnego, młode okazy także muszle pobrzeżki pospolitej (Littorina littorea). Prawe szczypce, wyraźnie większe od lewych, służą do zasłaniania otworu muszli w razie ataku.
Osiąga rozmiar do 35 cm. 

## Środowisko życia
Prowadzi głównie nocny tryb życia, wtedy wychodzi na żer. Bernardyn jest pantofagiem, jego pożywienie składa się głównie z robaków, pierścienic (piaskówka), padliny. Potrafi także filtrować plankton i substancje odżywcze z wody.
Bernardyn wzrastając poszukuje większej muszli i przeprowadza się do niej. Zdarza się, że silniejszy okaz eksmituje słabszego z muszli.
Występuje na dnie skalistym i piaszczystym do głębokości 140 m. Na głębszych wodach żyje w symbiozie z ukwiałem Hydractina echinata, natomiast w płytszych nie nosi ukwiałów.

## Rozmnażanie
Samica nosi rozwijające się jaja przez około dwa miesiące, po czym z jaj wykluwają się larwy i przez kilka tygodni unoszą się w swobodnie w wodzie. Z larw wykluwają się młode raczki i na dnie szukają odpowiedniej muszelki. Po roku osiągają dojrzałość.